# アメリカン・ギャングスター
『アメリカン・ギャングスター』（原題: American Gangster）は、スティーヴン・ザイリアン脚本、リドリー・スコット監督、デンゼル・ワシントン、ラッセル・クロウ主演、2007年にアメリカ合衆国で製作された犯罪映画である。
2007年11月2日にアメリカ合衆国とカナダで公開。2008年2月1日に日本で公開。全米週末興行収入成績初登場第1位（2007年11月2日-4日付）。第80回アカデミー賞では助演女優賞と美術賞にノミネートされた。ラッセル・クロウはルーカスの麻薬王国の崩壊を目指すリッチー・ロバーツ（Richie Roberts）を演ずる。
この映画はニューヨークロケで製作された。

## あらすじ
キング牧師が暗殺され、ベトナムではテト攻勢で潮目が変わった1968年。ハーレムの名物男で知られた"バンピー"ジョンソンの運転手だったフランク・ルーカス（デンゼル・ワシントン）は、バンピー没後に家族の力を借りて独立、麻薬ビジネスに手をつける。フランクは、従軍している親類を利用して現地でヘロインを直接買い付けるルートを確立、帰還兵を乗せた軍用機を利用してアメリカ国内に運び込む方法で、安価で質の高い麻薬｢ブルーマジック｣を売りさばき、「カウンシル（council of 12）」を率いるニッキー・バーンズと並び麻薬業界の大物として、一大勢力を築き上げる。
一方、アメリカ・ニューヨーク近辺では警察組織の汚職が蔓延しており、まともな警官は働きにくい状態となっていた。私生活は乱れきっているものの、悪に屈しない正義感を持つ警察官リッチー・ロバーツ（ラッセル・クロウ）は、ある組織の胴元の車から押収した100万ドルを盗まずに全て署に届けた結果、同僚からつまはじきにされる。しかしリッチーのその正直さが評価され、特別麻薬取締局にスカウトされる。リッチーは優秀なメンバーを選出し、エセックス郡麻薬捜査班を設立。ハーレム近辺にはびこっているブルーマジックの供給の元締めを検挙することを目標とした。一方で、汚職警察官である特別麻薬捜査官のトルーポ（ジョシュ・ブローリン）は、麻薬で台頭してきたフランクに目をつけ、早速賄賂を要求し金のなる木としてフランクを保護しようとしていた。
リッチーの捜査により、ブルーマジックの元締めとしてフランクが捜査線上に浮上する。だがフランクはバンピーのやり方を踏襲し、あらゆる方面を買収して証拠無しでは検挙ができない状態となっていた。さらに勢力を広げるフランクであったが、成功によって多くの恨みを買い、次第に追い詰められていく。さらに追い討ちをかけるようにベトナム戦争が終結、アメリカ軍は撤退となり、ヘロインの密輸送手段も絶たれてしまう。トルーポはフランクが終わったと察するとすぐに手を切り、フランクの屋敷を家宅捜索して財産を奪っていった。これによってフランクはトルーポにより深い恨みを抱く。
その後、リッチーの執念の捜査により、ブルーマジックの製造アジトを突き止め急襲。リッチー達は麻薬及び証拠を手に入れ、ついにフランクを逮捕した。逮捕後リッチーはフランクに対して、フランクに協力していた汚職警官を密告する取引を持ちかける。トルーポに深い恨みを持っていたフランクは密告に協力し、汚職警察官の一掃に成功する。

## キャスト
※括弧内は日本語吹替
- フランク・ルーカス - デンゼル・ワシントン（大塚明夫）
- リッチー・ロバーツ - ラッセル・クロウ（山路和弘）
- ヒューイ・ルーカス - キウェテル・イジョフォー（佐々木睦）
- ニッキー・バーンズ - キューバ・グッディング・ジュニア（江川央生）
- トルーポ - ジョシュ・ブローリン（小室正幸）
- ルー・トバック - テッド・レヴィン（永田博丈）
- ドミニク・カッターノ - アーマンド・アサンテ（有本欽隆）
- エヴァ - ライマリ・ナダル（若原美紀）
- ローリー・ロバーツ - カーラ・グギノ
- ハビエル・J・リベラ - ジョン・オーティス（相沢まさき）
- ターナー・ルーカス - コモン
- スティーヴ・ルーカス - T.I.
- モーゼス・ジョーンズ - RZA
- タンゴ - イドリス・エルバ （石住昭彦）
- チャーリー・ウィリアムズ - ジョー・モートン
- ノーマン・ライリー - ノーマン・リーダス

その他声の出演：ふくまつ進紗、山口夏穂、楠見尚己、伊藤和晃、永井誠、蓮池龍三、織田芙実、前島貴志、間宮康弘、中塚玲、森夏姫、川田紳司、西嶋陽一
日本語版制作スタッフ
演出：中野洋志
翻訳：税田春介
制作：ACクリエイト

## 評価
本作は批評家から高く評価されている。映画批評集積サイトのRotten Tomatoesには211件のレビューがあり、批評家支持率は80%、平均点は10点満点で7点となっている。Metacriticには38件のレビューがあり、加重平均値は76/100となっている。
映画評論家のロジャー・イーバートは本作に対して満点の4つ星を与えて、「これは興味をそそる物語であり、スムーズかつよく描かれている」と述べた。

## その他
アメリカのラッパーであるJay-Zがこの映画に影響されてアルバム｢American Gangster｣を製作した。また｢The Blueprint｣に収録されている、｢Heart Of The City (Ain't No Love)｣ がこの映画のテーマソングとしてトレイラーやCMで使用されていた。しかしこの曲は劇中(エンドロール含む)はおろかサウンドトラックにすら入っていない。